# Haplomitriopsida
Haplomitriopsida o Haplomytriopsida es el nombre botánico de una clase de hepáticas (Hepaticophyta), circunscripta molecularmente, que contiene dos órdenes, Haplomitriales y Treubiales, con alrededor de 15 o 20 especies.
Su característica principal es el desarrollo, tanto de anteridios como de arquegonios, a partir de una única célula, por lo que en los estadios iniciales de ambos gametangios el sexo es indistinguible.
Son foliosas, con caulidios y filidios, pero a veces sin rizoides, que son sustituidos por un caulidio rizomatoso en algunos casos.
La clase posee tres géneros: Haplomytrium, Treubia y Apotreubia, de los cuales sólo el primero se puede encontrar en el hemisferio norte (en España, aparece la especie H. hookeri).